# どうぶつの森 ハッピーホームデザイナー
『どうぶつの森 ハッピーホームデザイナー』（どうぶつのもり ハッピーホームデザイナー、英: Animal Crossing: Happy Home Designer）は、任天堂より2015年7月30日発売のニンテンドー3DS専用ゲームソフトで、どうぶつの森シリーズのスピンオフ作品。略称は『ハピ森』『HHD』。アメリカでは同年9月25日、ヨーロッパでは同年10月2日に発売された。

## 概要
従来の「どうぶつの森シリーズ」とは趣向が異なり、どうぶつの部屋作りに特化したタイトルとなっている。プレイヤーはニュータウンの「たぬきハウジング」に入社し、どうぶつの希望に沿って、土地選びからインテリアまでトータルコーディネートを提案する。
これまでのシリーズでは家具を揃えるのが難しく部屋作りの制約となっていたが、今作では膨大な量のカタログの中から選べる。レイアウトはタッチペンを用いて移動・複製などをスムーズに行うことができる。また学校や病院などの公共施設のデザインも可能で、完成した施設にはどうぶつ達が立ち寄り、その様子を写真に収めることもできる。スクリーンショットはL・Rボタンの同時押しでいつでもSDメモリーカードに保存できる。
ゲームをしばらく進めると「どうぶつの森 amiiboカード」を利用できるようになる。本体にカードを読み込ませると、カードに描かれたキャラクターから部屋作りの依頼を受けたり、完成した部屋にキャラクターを呼び写真に収めたりすることができる。また、本作のデータが入ったamiiboカードをシリーズ作品の『どうぶつの森 amiiboフェスティバル』で使用すると本作で作った家がゲーム中に現れる。なお、本作より後に発売された「『とびだせ どうぶつの森 amiibo+』amiiboカード」と「『とびだせ どうぶつの森 amiibo+』amiiboカード【サンリオキャラクターズコラボ】」には非対応。

## ツクッター
2015年9月配信の更新データ（無料）により追加されるゲーム内機能。自分の作った家を投稿したり、他のプレイヤーの作った家を訪問し評価をつけることができる。

## 開発
半分以上は「とびだせ どうぶつの森」と同様のメンバーで集結し、ちょっと変えると言う目標を立てて、「家具を並べる」と「家を作る」設定に焦点を当てたスピンオフを製作した。ハードは3DSが前提。

## 関連商品
どうぶつの森 amiiboカード
どうぶつの森のキャラクターが描かれたカード型のamiibo。1パック3枚入り。第1弾は全100種類でソフトと同日、第2弾は2015年9月10日発売予定だったが、第1弾の品薄状態が続いていることから8月6日に第1弾の追加生産を優先させるため発売延期された。
きせかえプレートNo.062
本作をモチーフにデザインされたNewニンテンドー3DS用きせかえプレート。ソフトと同日発売。
ニンテンドー3DS NFCリーダー/ライター
ニンテンドー3DS/3DS LLでamiiboが利用できるようになる周辺機器。本作と同日発売で、本作とのセットも発売。
あつまれ どうぶつの森 ハッピーホームパラダイス
2021年11月5日に本作の機能や内容を発展させた形であつまれ どうぶつの森の有料追加コンテンツとして配信されている。本作で登場するタクミがたぬきハウジングから独立しリゾートデベロッパー『タクミライフ』を設立。プレイヤーはタクミライフの一員として住民たちの別荘を手掛ける。